# Infanta Maria Francisca a Portugaliei
Infanta Maria Francisca a Portugaliei (Maria Francisca de Assis da Maternidade Xavier de Paula de Alcântara Antónia Joaquina Gonzaga Carlota Mónica Senhorinha Soter e Caia of Braganza), (n. 22 aprilie 1800, Palace of Queluz⁠(d), Districtul Lisabona, Portugalia – d. 11 septembrie 1834, Alverstoke⁠(d), Gosport⁠(d), Anglia, Regatul Unit al Marii Britanii și Irlandei) a fost infantă a Portugaliei, fiica regelui Ioan al VI-lea și a soției lui, Carlota Joaquina a Spaniei.
La 22 septembrie 1816, la Madrid, s-a căsătorit cu unchiul ei, Infantele Carlos Maria Isidro al Spaniei. Cuplul a avut trei copii:
- Infantele Carlos, Conte de Montemolin (1818–1861)
- Juan, Conte de Montizón (1822–1887)
- Fernando (1824–1861)

## Arbore genealogic
1. ↑  Maria Francesca de Bragança, Infanta de Portugal, The Peerage, accesat în 9 octombrie 2017
2. ↑  María Francisca de Asís de Braganza y Borbón, Diccionario biográfico español, accesat în 9 octombrie 2017
3. ↑  The Peerage